# Euselasia
Genre
Euselasia est un genre de lépidoptères de la famille des Riodinidae. Ces papillons résident tous en Amérique.

## Dénomination
Le nom Euselasia leur a été donné par Jacob Hübner. Synonyme : Eurygona Boisduval, [1836].

## Taxonomie
Nombre des espèces ne sont actuellement connues que par le mâle, alors que chez certaines espèces du groupe il y a un grand dimorphisme sexuel.

## Liste des espèces
- Euselasia albomaculiga Callaghan, 1999; présent en Colombie.
- Euselasia alcmena (Druce, 1878); présent en Équateur.
- Euselasia amblypodia Lathy, 1926; présent au Pérou.
- Euselasia amphidecta (Godman & Salvin, 1878); présent au Costa Rica et à Panama.
- Euselasia andreae Hall, Willmott & Busby, 1998; présent en  Équateur.
- Euselasia angulata (Bates, 1868); présent au Mexique, au Costa Rica, au Brésil et en Colombie.
- Euselasia anica (Herrich-Schäffer, [1853]); présent au Surinam.
- Euselasia arbas (Stoll, 1781); présent en Guyane, Guyana, au Surinam et en Colombie.
- Euselasia archelaus Seitz, 1916; présent en  Équateur et en Bolivie.
- Euselasia argentea (Hewitson, 1871); présent au Mexique, au Nicaragua, en Bolivie et en Colombie.
- Euselasia artos (Herrich-Schäffer, [1853]); présent au Surinam.
- Euselasia athena (Hewitson, 1869); présent en Équateur.
- Euselasia attrita Seitz, 1916; présent en Bolivie.
- Euselasia aurantia (Butler & Druce, 1872); présent à Panama, au Costa Rica et en Colombie.
- Euselasia aurantiaca (Salvin & Godman, 1868); présent à Panama, au Costa Rica, au Nicaragua, au Venezuela et en Colombie.
- Euselasia authe (Godman, 1903); présent  au Brésil,  et au Pérou.
- Euselasia baucis Stichel, 1919; présent en Colombie et au Pérou.
- Euselasia bettina (Hewitson, 1869); présent au Nicaragua et en  Équateur.
- Euselasia bilineata Lathy, 1926; présent en Guyane
- Euselasia brevicauda Lathy, 1926; présent en Bolivie.
- Euselasia cafusa (Bates, 1868); présent en Guyane, Guyana, au Surinam, à Trinité-et-Tobago, en  Équateur et au Brésil.
- Euselasia calligramma (Bates, 1868); présent au Brésil.
- Euselasia candaria (Druce, 1904); présent en Colombie.
- Euselasia cataleuca (R. Felder, 1869); présent au Mexique.
- Euselasia catoleuce (Hübner, 1823)
- Euselasia charilis (Bates, 1868); en Colombie et au Brésil.
- Euselasia chinguala Hall & Willmott, 1995; en Équateur.
- Euselasia chrysippe (Bates, 1866); présent à Panama, au Guatemala, au Nicaragua et en Colombie.
- Euselasia clesa (Hewitson, 1856); présent au Brésil.
- Euselasia clithra (Bates, 1868); présent au Brésil.
- Euselasia corduena (Hewitson, 1874); présent à Panama, au Costa Rica, en Bolivie, au Pérou et en Colombie.
- Euselasia crinon Stichel, 1919; présent  en Bolivie et au Pérou.
- Euselasia cucuta (Schaus, 1902); présent au Venezuela
- Euselasia cuprea Lathy, 1926; présent en Guyane.
- Euselasia cyanira Callaghan, 1997; présent au Pérou.
- Euselasia cyanofusa Hall & Willmott, 1998; présent en Équateur et au Pérou.
- Euselasia dolichos Staudinger, [1887]
- Euselasia dorina (Hewitson, 1860); présent au Brésil.
- Euselasia fervida (Butler, 1874); présent  au Venezuela, en Colombie et au Brésil.
- Euselasia eberti Callaghan, 1999; présent au Brésil.
- Euselasia effima (Hewitson, 1869); présent en Équateur.
- Euselasia ella Seitz, 1916); présent  en Bolivie, en Colombie et au Brésil.
- Euselasia erilis Stichel, 1919; présent au Brésil.
- Euselasia ethemon (Cramer, 1776)
- Euselasia euboea (Hewitson, [1853]); présent  en Guyane, Guyana, au Surinam, au Venezuela, en Bolivie et au Brésil.
- Euselasia eubule (R. Felder, 1869); présent au Mexique, au Costa Rica et à Panama.
- Euselasia eucerus (Hewitson, 1872); présent au Brésil.
- Euselasia eucrates (Hewitson, 1872); présent à Panama, au Costa Rica, en Équateur, au Venezuela et en Colombie.
- Euselasia eucritus (Hewitson, [1853]); présent en Bolivie et au Brésil.
- Euselasia eugeon (Hewitson, 1856); présent  au Brésil, en Bolivie et en Argentine.
- Euselasia euhemerus (Hewitson, 1856); présent au Brésil.
- Euselasia eulione (Hewitson, 1856); présent au Brésil.
- Euselasia eumedia (Hewitson, [1853]); au Surinam et au Brésil.
- Euselasia eumenes (Hewitson, [1853]); présent au Brésil.
- Euselasia eumithres Stichel, 1919; présent au Brésil.
- Euselasia eunaeus (Hewitson, [1855]); présent au Brésil.
- Euselasia euodias (Hewitson, 1856); présent en Guyane et au Brésil.
- Euselasia euoras (Hewitson, [1855]); présent en Guyane, en Bolivie, en Équateur, au Brésil et au Pérou.
- Euselasia eupatra Seitz, 1916; présent en Colombie.
- Euselasia euphaes (Hewitson, [1855]); présent  au Brésil et au Pérou.
- Euselasia euploea (Hewitson, [1855]); présent au Brésil
- Euselasia euriteus (Cramer, 1777); au Surinam et au Brésil.
- Euselasia euromus (Hewitson, 1856); présent au Brésil.
- Euselasia eurymachus (Hewitson, 1872); présent en Équateur.
- Euselasia euryone (Hewitson, 1856); présent en Guyane, Guyana, au Surinam en Équateur, au Brésil, au Pérou et en Bolivie.
- Euselasia eurypus (Hewitson, 1856); présent au Brésil.
- Euselasia erythraea (Bates, 1868);  en Colombie et au Brésil.
- Euselasia eusepus (Hewitson, [1853]); au Mexique et au Brésil.
- Euselasia eutaea (Hewitson, [1853]);  au Surinam et au Brésil.
- Euselasia eustola Stichel, 1919; présent  en Guyane, au Pérou et en Bolivie.
- Euselasia eutychus (Hewitson, 1856); présent en Guyana, en Colombie et au Brésil.
- Euselasia extensa Bates, 1968; présent au Brésil.
- Euselasia fabia (Godman, 1903); présent en Équateur et au Pérou.
- Euselasia fournierae Lathy, 1924; présent au Brésil.
- Euselasia gelanor (Stoll, 1780); présent  en Guyane, au Surinam et en Bolivie.
- Euselasia gelon (Stoll, [1787]); au Surinam et en Bolivie.
- Euselasia geon Seitz, 1913; présent  au Brésil, en Bolivie et en Argentine.
- Euselasia gordios Stichel, 1919; présent en Bolivie.
- Euselasia gradata Stichel, 1927; présent au Venezuela.
- Euselasia gyda (Hewitson, 1860); présent à Panama, au Costa Rica, en Colombie, au Brésil et en Bolivie.
- Euselasia hahneli Staudinger, [1887]; présent au Pérou.
- Euselasia hieronymi (Salvin & Godman, 1868); présent au Mexique, à Panama, au Costa Rica au Guatemala, au Nicaragua, en  Équateur.
- Euselasia hygenius (Stoll, 1787); présent au Surinam et au Brésil.
- Euselasia hypophaea (Godman & Salvin, 1878); présent à Panama.
- Euselasia ignitus Stichel, 1924; présent en Guyane et au Brésil.
- Euselasia illarina Hall & Willmott, 1998; présent en Équateur.
- Euselasia inconspicua (Godman & Salvin, 1878); présent à Panama, et en Colombie.
- Euselasia inini Brévignon, 1996; présent en Guyane
- Euselasia issoria (Hewitson, 1869); présent en Équateur.
- Euselasia janigena Stichel, 1919; présent au Pérou.
- Euselasia jigginsi Hall & Willmott, 1998; présent en Équateur.
- Euselasia julia (Druce, 1878); présent au Brésil.
- Euselasia kartopus Stichel, 1919; présent en Guyane, en Bolivie et au Pérou.
- Euselasia labdacus (Stoll, 1780); présent au Surinam, à Panama, au Costa Rica, au Venezuela et en Colombie.
- Euselasia leucon (Schaus, 1913); présent à Panama et au Costa Rica.
- Euselasia leucophryna (Schaus, 1913); présent au Costa Rica.
- Euselasia lisias (Cramer, [1777]); présent  en Guyane, Guyana, au Surinam, et en Colombie.
- Euselasia lycaeus Staudinger, 1888; présent au Brésil.
- Euselasia lysimachus Staudinger, 1888; présent au Brésil.
- Euselasia manoa Brévignon, 1996; présent  en Guyane.
- Euselasia mapatayana Hall & Willmott, 1998; présent en Équateur et en Colombie.
- Euselasia matuta (Schaus, 1913); au Costa Rica.
- Euselasia mazaca (Hewitson, 1860); présent au Brésil.
- Euselasia melaphaea (Hübner, 1823); présent au Surinam, en Bolivie et au Brésil.
- Euselasia micaela (Schaus, 1902); présent au Pérou.
- Euselasia midas (Fabricius, 1775)); présent à Panama, au Costa Rica, en Guyane, Guyana, au Surinam, en Colombie, en Bolivie et au Pérou.
- Euselasia mirania (Bates, 1868); présent au Brésil.
- Euselasia modesta (Bates, 1868); présent au Brésil et en Argentine.
- Euselasia murina Stichel, 1925; présent au Brésil.
- Euselasia mutator Seitz, 1916; présent au Pérou.
- Euselasia mys (Herrich-Schäffer, [1853]); présent au Surinam et au Brésil.
- Euselasia mystica (Schaus, 1913); présent au Costa Rica.
- Euselasia nauca Hall & Willmott, 1998; présent en Équateur.
- Euselasia onorata (Hewitson, 1869); présent en Équateur, au Costa Rica et en Colombie.
- Euselasia opalescens (Hewitson, [1855]); présent en Guyane, en Bolivie, en Équateur, au Brésil et au Pérou.
- Euselasia opalina (Westwood, 1851); présent au Brésil.
- Euselasia opimia Stichel, 1919; présent en Bolivie.
- Euselasia orba Stichel, 1919; présent au Brésil.
- Euselasia orion Le Cerf, 1958; présent en Colombie.
- Euselasia orfita (Cramer, 1777); présent  en Guyane, Guyana, au Surinam, en Équateur, en Bolivieet au Brésil.
- Euselasia palla Hall & Willmott, 1998; présent en Équateur.
- Euselasia pance Callaghan, 1999; présent en Colombie.
- Euselasia parca Stichel, 1919; présent au Brésil.
- Euselasia pellonia Stichel, 1919; présent  au Brésil et au Pérou.
- Euselasia pelor (Hewitson, [1853]); présent au Brésil.
- Euselasia pellos Stichel, 1919; présent au Brésil.
- Euselasia perisama Hall & Lamas, 2001; présent au Pérou.
- Euselasia phedica (Boisduval, [1836]); présent en Guyane.
- Euselasia phelina (Druce, 1878); présent en Guyane, au Venezuela, au Brésil et au Pérou.
- Euselasia pillaca Hall & Willmott, 1998; présent en Équateur.
- Euselasia portentosa Stichel, 1927; présent au Costa Rica.
- Euselasia praecipua Stichel, 1924; présent au Brésil et en Guyane.
- Euselasia praeclara (Hewitson, 1869); présent en  Équateur.
- Euselasia procula (Godman & Salvin, [1885]); présent au Mexique, à Panama et au Costa Rica.
- Euselasia pseudomys Callaghan, 1999; présent au Brésil.
- Euselasia pullata Stichel, 1927; présent au Brésil.
- Euselasia pusilla (R. Felder, 1869); présent au Mexique.
- Euselasia rasonea (Schaus, 1902); présent au Venezuela et en Colombie.
- Euselasia rava Stichel, 1928; présent au Pérou.
- Euselasia regipennis (Butler & Druce, 1872); présent au Mexique et en Colombie.
- Euselasia rhodogyne (Godman, 1903); présent à Panama, au Costa Rica, en  Équateur et en Colombie.
- Euselasia rhodon Seitz, 1913; présent au Brésil.
- Euselasia rubrocilia Lathy, 1926; présent en Guyane.
- Euselasia saulina Brévignon, 1996; présent en Guyane.
- Euselasia scotinosa Stichel, 1930; présent en Guyane et au Brésil.
- Euselasia seitzi Lathy, 1926; présent au Pérou.
- Euselasia serapis Stichel, 1919; présent au Brésil.
- Euselasia sergia (Godman & Salvin, [1885]); présent sur la côte est des USA, au Mexique, à Panama, au Guatemala et au Costa Rica.
- Euselasia subargentea (Lathy, 1904); au Costa Rica et en Colombie.
- Euselasia tarinta (Schaus, 1902); présent en Colombie.
- Euselasia teleclus (Stoll, 1787); présent en Guyane, au Surinam et en  Équateur.
- Euselasia thaumata Hall & Willmott, 1998; présent en  Équateur.
- Euselasia thucydides (Fabricius, 1793); présent au Brésil.
- Euselasia thusnelda Möschler, 1883; présent au Surinam.
- Euselasia toppini Sharpe, 1915; présent en Colombie, en Bolivie, au Brésil et au Pérou.
- Euselasia uria (Hewitson, [1853]); présent au Brésil.
- Euselasia urites (Hewitson, [1853]); présent en Guyane et au Brésil.
- Euselasia utica (Hewitson, [1855]); présent au Brésil.
- Euselasia uzita (Hewitson, [1853]); présent en Guyane, Guyana, au Surinam et au Brésil
- Euselasia venezolana Seitz, 1913; présent en Guyane, au Venezuela et en Colombie.
- Euselasia violacea Lathy, 1924; en Colombie.
- Euselasia violetta (Bates, 1868); présent au Brésil et en Guyane.
- Euselasia waponaka Brévignon, en Guyane.
- Euselasia zara (Westwood, 1851); présent au Brésil.
- Euselasia zena (Hewitson, 1860); présent en Guyane, Colombie, au Brésil  et au Pérou.

### Source
- (en) Euselasia sur funet